# Gogöl (Djursdala socken, Småland)
Gogöl är en sjö i Vimmerby kommun i Småland och ingår i Botorpsströmmens huvudavrinningsområde. Sjöns area är 0,037 kvadratkilometer och den är belägen 131 meter över havet.